# Tipula (Odonatisca) nodicornis nodicornis
Tipula (Odonatisca) nodicornis nodicornis is een ondersoort van de tweevleugelige Tipula (Odonatisca) nodicornis uit de familie langpootmuggen (Tipulidae). De ondersoort komt voor in het Palearctisch gebied.